# Anja Notini
Anja Marita Notini, under en tid Notini Wallin, född 3 maj 1940 i Engelbrekts församling i Stockholm, död 21 juni 2018 i Nacka, var en svensk författare, fotograf, journalist, keramiker och målare.
Anja Notini var dotter till zoologen Gösta Notini och konstnären Inger, ogift Ekström. Hon var anställd vid tidningen Femina 1964–1980 och verkade sedan som författare, fotograf, fack- och kulturjournalist, från 1980 på frilansbasis. Hon höll föreläsningar vid konstskolor och universitet samt bedrev kursverksamhet. Hon har haft separatutställningar Dräktfolket 1982, Europeiska krukmakare Stockholm 1986–1987, Warszawa 1987, Dublin 87 (tillsammans med 
World Crafts Council). Notini är representerad vid Nationalmuseum, Stockholm.
Notini har skrivit och fotograferat Dräktfolket – möte med tradition (1980), Krukmakare – möte med tradition (1985), Made in Sweden – konst, hantverk, form (1987), Madeleine Pyk – jag leker att jag lever, Skansens Skattkammare (1990), En häger att älska (1990) och Konstnärens rum (1995). Efter 1990 huvudsakligen som keramiker och målare med ett tiotal separatutställningar, bl.a. på Waldemarsudde 2017. 
Hon var 1967–1977 gift med musikern Bengt-Arne Wallin (1926–2015), med vilken hon fick sonen Nicolas Notini Wallin, 1967. Andra gången var hon gift 1983–1989 med musikern Pétur "Island" Östlund (född 1943), med vilken hon fick sonen Sebastian Notini 1975.